# Carlos Manuel Martínez Castro
Carlos Manuel Martínez Castro (Santa Ana, 30 marzo 1999) è un calciatore costaricano, difensore del Partizani Tirana.

## Carriera

### Club
Ha giocato nella massima serie costaricana.

### Nazionale
Il 26 marzo 2022 ha esordito con la nazionale costaricana giocando l'incontro vinto 1-2 contro l'El Salvador, valido per le qualificazioni al campionato mondiale di calcio 2022.

## Statistiche

### Presenze e reti nei club
Statistiche aggiornate al 10 luglio 2025.
| Stagione        | Squadra         | Campionato      | Campionato | Campionato | Coppe nazionali | Coppe nazionali | Coppe nazionali | Coppe continentali | Coppe continentali | Coppe continentali | Altre coppe | Altre coppe | Altre coppe | Totale | Totale | Totale |
| Stagione        | Squadra         | Comp            | Pres       | Reti       | Comp            | Pres            | Reti            | Comp               | Pres               | Reti               | Comp        | Pres        | Reti        | Pres   | Reti   |        |
| --------------- | --------------- | --------------- | ---------- | ---------- | --------------- | --------------- | --------------- | ------------------ | ------------------ | ------------------ | ----------- | ----------- | ----------- | ------ | ------ | ------ |
| 2017-2018       | Eupen           | PL              | 0          | 0          | CB              | 0               | 0               | -                  | -                  | -                  | -           | -           | -           | 0      | 0      |        |
| 2018-gen. 2019  | Eupen           | PL              | 0          | 0          | CB              | 0               | 0               | -                  | -                  | -                  | -           | -           | -           | 0      | 0      |        |
| gen.-giu. 2019  | Herediano       | PD              | 1          | 0          | -               | -               | -               | -                  | -                  | -                  | -           | -           | -           | 1      | 0      |        |
| 2019-2020       | Guadalupe       | PD              | 31         | 0          | -               | -               | -               | -                  | -                  | -                  | -           | -           | -           | 31     | 0      |        |
| 2020-2021       | San Carlos      | PD              | 15         | 0          | -               | -               | -               | -                  | -                  | -                  | -           | -           | -           | 15     | 0      |        |
| 2021-2022       | San Carlos      | PD              | 27         | 2          | -               | -               | -               | -                  | -                  | -                  | -           | -           | -           | 27     | 2      |        |
| Totale carriera | Totale carriera | Totale carriera | 74         | 2          |                 | 0               | 0               |                    | -                  | -                  |             | -           | -           | 74     | 2      |        |

### Cronologia presenze e reti in nazionale
| Cronologia completa delle presenze e delle reti in nazionale ― Costa Rica | Cronologia completa delle presenze e delle reti in nazionale ― Costa Rica | Cronologia completa delle presenze e delle reti in nazionale ― Costa Rica | Cronologia completa delle presenze e delle reti in nazionale ― Costa Rica | Cronologia completa delle presenze e delle reti in nazionale ― Costa Rica | Cronologia completa delle presenze e delle reti in nazionale ― Costa Rica | Cronologia completa delle presenze e delle reti in nazionale ― Costa Rica | Cronologia completa delle presenze e delle reti in nazionale ― Costa Rica |
| Data                                                                      | Città                                                                     | In casa                                                                   | Risultato                                                                 | Ospiti                                                                    | Competizione                                                              | Reti                                                                      | Note                                                                      |
| ------------------------------------------------------------------------- | ------------------------------------------------------------------------- | ------------------------------------------------------------------------- | ------------------------------------------------------------------------- | ------------------------------------------------------------------------- | ------------------------------------------------------------------------- | ------------------------------------------------------------------------- | ------------------------------------------------------------------------- |
| 24-3-2022                                                                 | San Salvador                                                              | El Salvador                                                               | 1 – 2                                                                     | Costa Rica                                                                | Qual. Mondiali 2022                                                       | -                                                                         | 73’                                                                       |
| 30-3-2022                                                                 | San José                                                                  | Costa Rica                                                                | 2 – 0                                                                     | Stati Uniti                                                               | Qual. Mondiali 2022                                                       | -                                                                         |                                                                           |
| 5-6-2022                                                                  | San José                                                                  | Costa Rica                                                                | 2 – 0                                                                     | Martinica                                                                 | CONCACAF Nations League 2022-2023 - 1º turno                              | -                                                                         |                                                                           |
| 14-6-2022                                                                 | Ar Rayyan                                                                 | Costa Rica                                                                | 1 – 0                                                                     | Nuova Zelanda                                                             | Qual. Mondiali 2022                                                       | -                                                                         | 46’                                                                       |
| 23-9-2022                                                                 | Goyang                                                                    | Corea del Sud                                                             | 2 – 2                                                                     | Costa Rica                                                                | Amichevole                                                                | -                                                                         | 78’                                                                       |
| 27-9-2022                                                                 | Suwon                                                                     | Uzbekistan                                                                | 1 – 2                                                                     | Costa Rica                                                                | Amichevole                                                                | -                                                                         | 65’                                                                       |
| 10-11-2022                                                                | San José                                                                  | Costa Rica                                                                | 2 – 0                                                                     | Nigeria                                                                   | Amichevole                                                                | -                                                                         |                                                                           |
| 23-11-2022                                                                | Doha                                                                      | Spagna                                                                    | 7 – 0                                                                     | Costa Rica                                                                | Mondiali 2022 - 1º turno                                                  | -                                                                         | 46’                                                                       |
| 25-3-2023                                                                 | Fort-de-France                                                            | Martinica                                                                 | 1 – 2                                                                     | Costa Rica                                                                | CONCACAF Nations League 2022-2023 - 1º turno                              | -                                                                         |                                                                           |
| 28-3-2023                                                                 | San José                                                                  | Costa Rica                                                                | 0 – 1                                                                     | Panama                                                                    | CONCACAF Nations League 2022-2023 - 1º turno                              | -                                                                         | 71’                                                                       |
| 20-6-2023                                                                 | Chester                                                                   | Ecuador                                                                   | 3 – 1                                                                     | Costa Rica                                                                | Amichevole                                                                | -                                                                         |                                                                           |
| Totale                                                                    |                                                                           | Presenze                                                                  | 11                                                                        |                                                                           | Reti                                                                      | 0                                                                         |                                                                           |